# Elisabeth Kunz-Langenauer

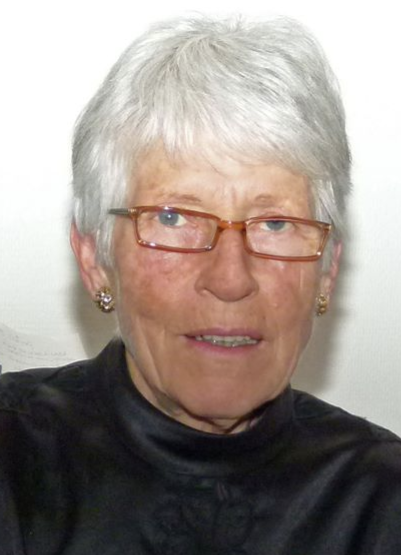
Elisabeth Kunz-Langenauer (2012)

Elisabeth Kunz-Langenauer (* 8. Oktober 1942 als Elisabeth Langenauer in Rehetobel; † 27. Mai 2022 in Herisau) war eine Schweizer Politikerin (FDP). Sie wurde 1999 die erste Kantonsratspräsidentin des Kantons Appenzell Ausserrhoden und war eine Pionierin der politischen Gleichstellung der Frauen.

## Politischer Werdegang
Nur zwei Monate nach dem Ja zum Frauenstimm- und -wahlrecht der Landsgemeinde am 30. April 1989 wurde Kunz-Langenauer, zusammen mit Rosmarie Nüesch aus Teufen, als erste Frau Kantonsrätin. In dieser Funktion gelangen ihr Allianzen und Kompromisse und so wurde sie 1999 zur Kantonsratspräsidentin gewählt. Dieses Amt führte sie während zwei Präsidialsjahren bis 2001 aus. Sie führte den Kantonsrat mit Umsicht, Klarheit, Durchsetzungsvermögen und wurde für ihre Freundlichkeit geschätzt. Nach zwölfjähriger Kantonsratsarbeit trat sie 2001 zurück.
Nach ihrem Rücktritt als Kantonsrätin engagierte sie sich im sozialen und kirchlichen Bereich und verfolgte damit auch weiterhin ihre Wertehaltung, dass es ehrenamtliche Freiwilligenarbeit für ein erfolgreiches Zusammenleben braucht. Sie engagierte sich in der Stiftung Tosam und im Wohnheim Kreuzstrasse in Herisau. Ausserdem war sie Mitglied der Kirchenvorsteherschaft, davon zwei Jahre als Interimspräsidentin.

## Kindheit und Familie
Kunz-Langenauer wurde als zweites von vier Kindern in Rehetobel geboren. Ihr Vater Jakob Langenauer widmete sein Leben zu grossen Teilen der Politik. Er war Gemeinderat, Gemeindehauptmann, Regierungsrat, prägender Landammann und Nationalrat. Ihre Eltern führten eine Weberei mit eigenen Angestellten.
Nach ihrer Ausbildung zur Handarbeits- und Hauswirtschaftslehrerin arbeitete sie in Wolfhalden, wo sie ihren späteren Ehemann, den Sekundarlehrer Richard Kunz, kennenlernte. Das Paar führte während mehrerer Jahre das Internat einer Privatschule in Flims. Anschliessend verliessen sie die Schweiz für sieben Jahre, um an der Schweizer Schule in Mexiko zu arbeiten. Diese internationale Erfahrung prägten das Denken und Handeln von Kunz-Langenauer nachhaltig. Sie war offen und tolerant und erfreute sich an der Individualität der Menschen um sie herum.
In der Zeit in Mexiko kamen drei Söhne zur Welt. 1975 kehrte die fünfköpfige Familie nach Herisau, in die Schweiz, zurück.
Elisabeth Kunz-Langenauer erkrankte an Alzheimer, was auch körperliche Beschwerden verursachte. Ihr Ehemann betreute sie bis zu ihrem Tod am 27. Mai 2022 im Alter von 79 Jahren in deren gemeinsamen Wohnung der Stiftung Altersbetreuung Heinrichsbad in Herisau.